# Ministerio de Trabajo (Brasil)
El Ministério do Trabalho e Previdência Social (MTPS) fue un ministerio del Gobierno Federal de Brasil. Fue creado por la presidenta Dilma Rousseff a través del decreto (medida provisória) n.º 696, de 2 de octubre de 2015, siendo resultado de la fusión entre los antiguos ministerios de Trabajo y Empleo y de la Sanidad Social.
El 3 de diciembre de 2018, Onyx Lorenzoni, confirmó que tras 88 años de actividad, el ministerio de trabajo deja de existir durante el gobierno de Jair Bolsonaro. Sus atribuciones fueron distribuidas entre los ministerios de Economía, de Ciudadanía y de Justicia y Seguridad Pública. El último titular del ministerio fue Caio Luiz de Almeida Vieira de Mello, durante el gobierno de Michel Temer.

## Competencias
Sus competencias comprendían los siguientes asuntos: política y directrices para la generación de empleo, renta y apoyo al trabajador; política y directrices para la modernización de las relaciones de trabajo; fiscalización del trabajo, inclusive del trabajo portuario, así como aplicación de las sanciones previstas en normas legales o colectivas; política salarial; formación y desarrollo profesional; seguridad y salud en el trabajo; política de inmigración; y cooperativismo y asociacionismo. Realiza anualmente una encuesta llamada Relación Anual de Informaciones Sociales (RAIS) sobre todos los aspectos del trabajo y los empresarios brasileños. Tiene competencias también sobre jubilaciones, auxilio social, enfermedades laborales y previsión social.

## Denominaciones oficiales
- Ministerio del Trabajo, Industria y Comercio, el 26 de noviembre de 1930.
- Ministerio del Trabajo y Sanidad Social, el 22 de julio de 1960.
- Ministerio del Trabajo, el 1 de mayo de 1974.
- Ministerio del Trabajo y de la Sanidad Social, el 11 de enero de 1990.
- Ministerio del Trabajo y de la Administración Federal, el 13 de mayo de 1992.
- Ministerio del Trabajo y Empleo, el 1 de enero de 1999.
- Ministerio del Trabajo y Sanidad Social, el 2 de octubre de 2015.
- Ministerio del Trabajo, el 12 de mayo de 2016.

## Seguro de desempleo
El seguro de desempleo es un derecho incluido en la Carta de la Seguridad Social garantizado por el artículo 7, Derechos Sociales, de la Constitución Federal de 1988. Tiene como objetivo proporcionar asistencia temporal a trabajadores dados de alta de manera involuntaria.
Aunque ya estaba previsto en la Constitución de 1946, fue introducido en Brasil en 1986, mediante el Decreto-Ley N.º 2.284, del 10 de marzo de 1986 y reglamentada por el Decreto N.º 92608 de 30 de abril de 1986.
Tras la Constitución de 1988, el beneficio del seguro de desempleo pasó a formar parte del Programa de Seguro de desempleo que tiene como objetivo, además de proporcionar asistencia temporal a trabajadores desempleados a causa de despido sin causa, incluyendo una ayuda para el mantenimiento y la búsqueda de empleo, promoviendo tanto las acciones integradas para la orientación, recolocación y la calificación profesional.